# Восточный обвод Тулы
Восточный обвод Тулы — автомобильная дорога, огибающая Тулу с востока и позволяющая автомобильному транспорту не заезжать в центр города.

## Характеристики
Восточный обвод:
- полосность: 4 (четыре) полосы.
- мост и путепровод над рекой Упа и линией железной дороги.

## История
Проект восточного обхода был разработан ещё в 1978 году; он должен был идти до Областной больницы.
Реализация этого проекта началась в 1988 году; но с падением СССР строительство остановилось на этапе возведения опор путепровода, которые были законсервированы на десятилетия.
Реальное создание автодороги осуществлялось в рамках национального проекта «Безопасные и качественные автомобильные дороги».
- первая очередь Восточного обхода была введена 8 сентября 2006 года[1].
  - Это был участок длиной несколько более трёх километров;
  - на строительство ушло около 243 млн рублей.
    - 168 млн рублей поступило из федерального бюджета;
    - 75 млн рублей — из бюджета области.
- Строительство второй очереди Восточного обхода началось в 2019 году
  - после поручения министерству транспорта от президента, которым заручился губернатор.
  - 13 октября 2020 года — завершено строительство второй очереди Восточного охвода[2].

### Перспективы
О продолжении Восточного обхода с целью соединения федеральных трасс М2 и М4 заявил в декабре 2019 года заместитель губернатора Сергей Егоров.

#### Третья очередь
Третья очередь Восточного обхода в Туле намечена к реализации.
- проект строительства третьей очереди Восточного обхода начинается со строительства развязки на улице Ложевой.
  - Стоимость запланированных работ свыше 81 миллиона рублей;
  - срок выполнения: 270 дней:
    - строительство третьей очереди планируют завершить в 2023—2024 годах.

  - Её протяженность составит 1,5 километра.

### Строительство[2]
- 2019 год — на подходах к мосту и путепроводу были выполнены подготовительные и земляные работы, вынесены коммуникации, создана ливневая канализация, установлены сваи для строительства моста и путепровода над рекой Упа и линией железной дороги[2].
- 19 февраля 2020 года — на подходах к мосту и путепроводу полностью было создано земляное полотно и началась перекладка сетей водопровода, укладка слоев основания[2].
  - На это момент готовность путепровода составляла 60 %, а моста — 50 %[2].
- 13 октября 2020 года — город получил обновленную транспортную артерию: четырёхполосный Восточный обход[2].

## Критика
- Отмечаются «пробки», для борьбы с которыми необходимо строительство современных развязок.
- То, что строится Восточный обвод — это тоже решение, кстати, одно из положений реализации генплана.
Но всё это идёт хаотично, по мере давления наступающих проблем. А ведь должен быть осмысленный план, обеспечение финансированием, должны быть ответственные люди, которые потом будут отчитываться[5]…Заслуженный архитектор РФ Виктор Жежома
- В связи с появлением скоростной автомагистрали, предсказывается интенсивное развитие жилищного строительства на прилегающих к трассе территориях, что повлечёт за собой увеличение дорожного трафика[6].